# Beaumont-de-Lomagne
Beaumont-de-Lomagne [bomɔ̃ də lɔmaɲ] (okzitanisch Bèumont de Lomanha) ist eine französische Gemeinde (commune) mit knapp 4000 Einwohnern im Département Tarn-et-Garonne in der Region Okzitanien (ehemals Midi-Pyrénées).

## Lage und Klima
Beaumont-de-Lomagne liegt in einer Talsenke am Fluss Gimone in einer Höhe von rund 135 m. Die Großstadt Toulouse ist ca. 58 km (Fahrtstrecke) in südöstlicher Richtung entfernt; bis zur nordöstlich gelegenen Stadt Montauban sind es etwa 40 km. Das Klima ist gemäßigt bis warm; Regen (ca. 550 bis 650 mm/Jahr) fällt überwiegend in den Wintermonaten.

## Bevölkerungsentwicklung
| Jahr                       | 1800 | 1851 | 1901 | 1954 | 1999 | 2020 |
| Einwohner                  | 3713 | 4176 | 3732 | 3469 | 3690 | 3778 |
| Quellen: Cassini und INSEE |      |      |      |      |      |      |

Der Bevölkerungsrückgang des Ortes seit Beginn des 20. Jahrhunderts beruht im Wesentlichen auf der Mechanisierung der Landwirtschaft und der Aufgabe bäuerlicher Kleinbetriebe („Landflucht“).

## Wirtschaft
Gegen Ende des Mittelalters und zu Beginn der Neuzeit spielte der Anbau von Färberwaid (pastel) eine bedeutende Rolle. Die auf Weizen-, Mais- und Knoblauchanbau basierende Landwirtschaft der Lomagne – seit den 1970er Jahren sind auch Bohnen, Erbsen etc. hinzugekommen – bietet seit Jahrhunderten die ökonomische Basis für das Wirtschaftsleben der Stadt, die mit Handwerk, Handel und Dienstleistungen aller Art aufwartet. Auch Weinbau wird wieder betrieben; die auf dem Gemeindegebiet produzierten Weine werden über die Appellationen Comté Tolosan und Saint-Sardos vermarktet.

## Geschichte
Aus erhaltenen mittelalterlichen Urkunden geht hervor, dass es an dieser Stelle im bereits im 11. und 12. Jahrhundert eine kleine Ortschaft mitsamt einer Kirche gegeben haben muss. Das heutige Beaumont-de-Lomagne wurde um 1278 vom nur wenige Kilometer entfernt gelegenen, aber in der Zeit der Französischen Revolution zerstörten Zisterzienserkloster Grandselve als Bastide gegründet. Die Gründungen des 30 km südöstlich gelegenen Klosters und der Bastide von Grenade im Jahr 1290 gehen ebenfalls auf Initiativen von Grandselve zurück. Beide Orte wurden in einer Coregentschaft (paréage) vom Abt des Klosters und von einem Seneschall des Königs regiert.
Während des Hundertjährigen Krieges (1337–1453) wurde Beaumont von den Engländern eingenommen (1345), aber fünf Jahre später wieder befreit. Ende des 14. Jahrhunderts wütete eine Pestepidemie und raffte über 500 Menschen dahin. Dennoch blühte der Ort immer wieder auf.
In der Zeit der Hugenottenkriege (1562–1598) blieb Beaumont eine katholische Stadt inmitten von protestantischen Gemeinden (z. B. Montauban). Im Jahr 1577 verkaufte der französische König Heinrich III. die Stadt an Heinrich von Navarra, den späteren König Heinrich IV.; dieser war damals noch Protestant und ein protestantischer Heerhaufe richtete ein Massaker an der fast ausschließlich katholischen Bevölkerung von Beaumont an. Im Jahre 1580 kam eine arbeitslose Söldnerschar aus Montauban, besetzte die Stadt zwei Monate lang und richtete großen wirtschaftlichen Schaden an.
In den 1630er Jahren belagerte König Ludwig XIII. einige Städte im Süden Frankreichs, darunter auch Beaumont, welches im Jahre 1639 an einen der mächtigsten Männer Frankreichs verkauft wurde – Louis II. de Bourbon, prince de Condé. Nach weiteren innenpolitischen Auseinandersetzungen, die Beaumont die enorme Geldbuße von 15.000 Livres kosteten, und einer erneuten Pestepidemie hatte Beaumont Anfang des 18. Jahrhunderts nur noch 2400 Einwohner.

## Sehenswürdigkeiten

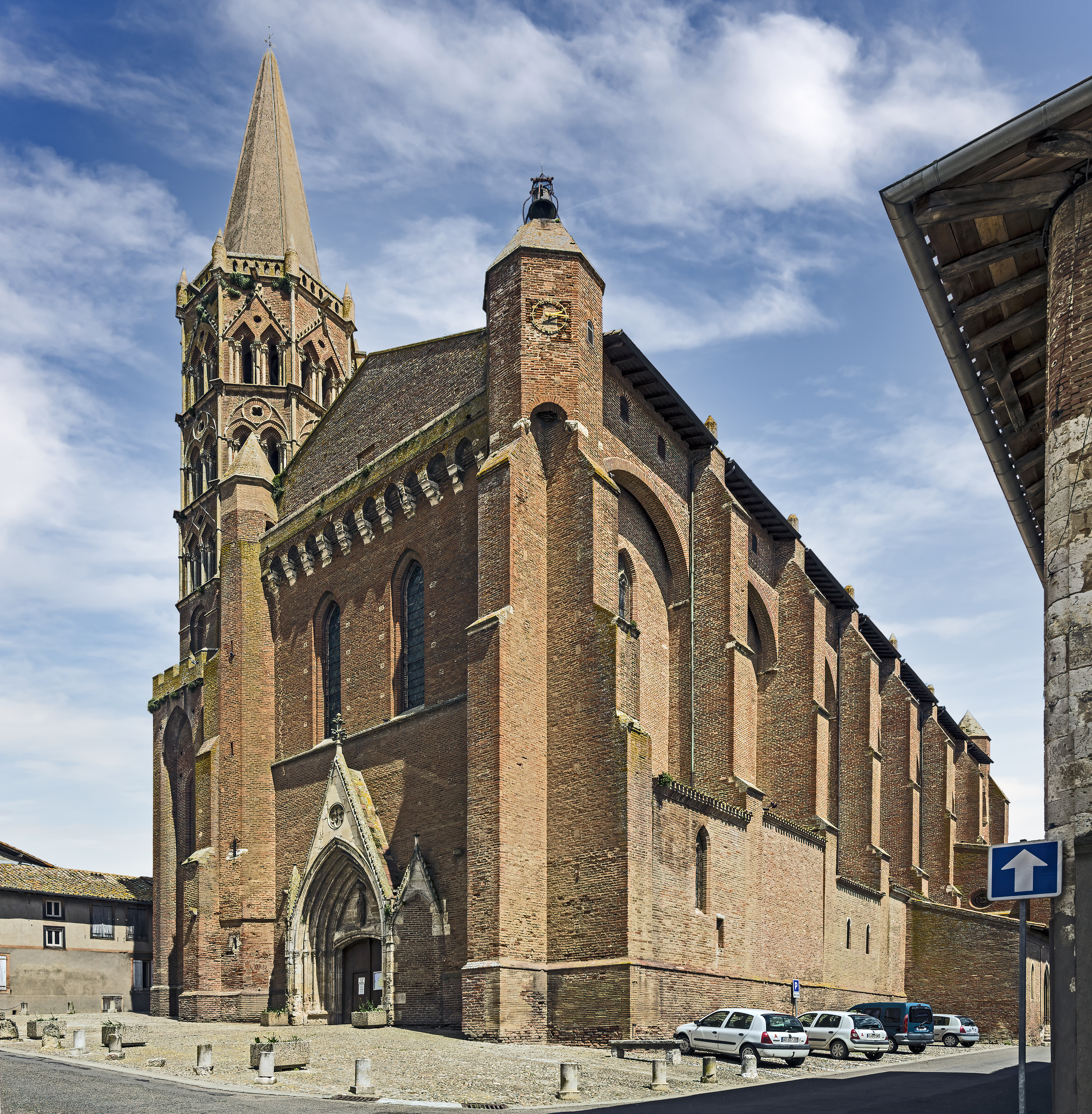
Beaumont – Kirche

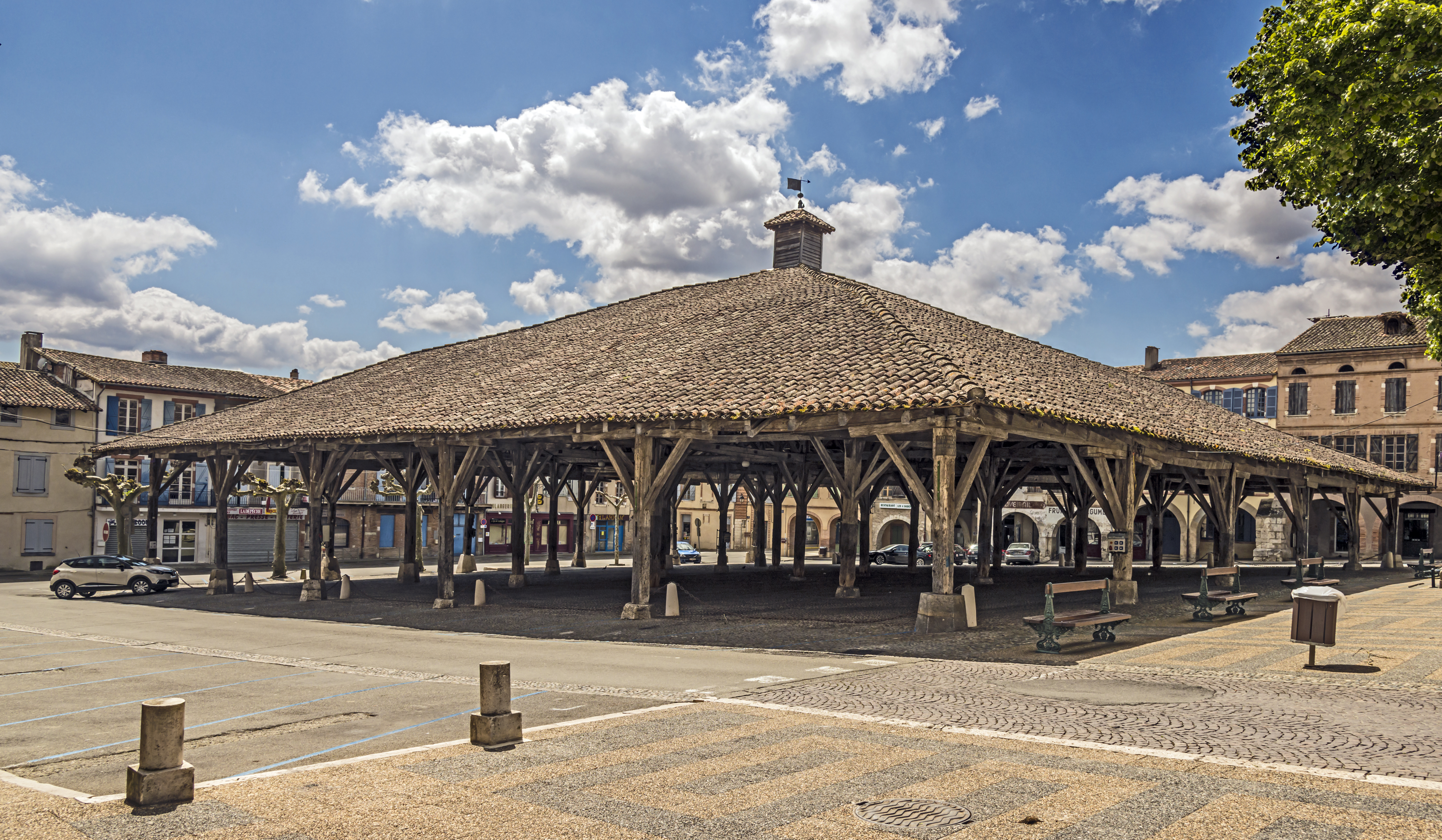
Beaumont – Markthalle

- Die Pfarrkirche (Église Notre-Dame de l’Assomption) ist ein im Jahr 1280 begonnener Ziegelsteinbau im Stil der tolosaner Gotik. Während das Kirchengebäude um die Mitte des 14. Jahrhunderts vollendet wurde, ist der oktogonale Turm mit seinen Säulen und anderen Dekorelementen aus hellem Sandstein ein Werk des ausgehenden 14. und beginnenden 15. Jahrhunderts. Das Innere des mehr als 20 m hohen Kirchenbaus ist nur einschiffig mit seitlichen Kapellen, hat aber sieben Joche und einen geraden Chorschluss. Die hohen und schlanken Fenster sowie die tiefen Blendbögen am Außenbau erinnern sehr an die Jakobinerkirche von Toulouse. Nach der Vertreibung des Bischofs Bernard de la Roche-Fontenille aus Montauban durch die Engländer im Jahr 1430 ließ sich dieser zwei Jahre lang in Beaumont nieder – auf diese Weise wurde die Kirche sogar vorübergehend Kathedrale eines Bistums. Der Kirchenbau ist bereits seit dem Jahr 1843 als Monument historique anerkannt.[1]
- Die Markthalle (halle) stammt aus dem 14. Jahrhundert und steht auf dem zentralen, von Arkadenhäusern gesäumten, Platz der Bastide. Das gewaltige, beinahe grenzenlos anmutende Gebälk des annähernd quadratischen Bauwerks mit etwa 36,40 m Seitenlänge besteht aus vertikalen Eichenholzstämmen und horizontalen Kiefernholzbalken; es ruht auf 38 Stützen aus Eichenholz und überdeckt eine Gesamtfläche von 1560 m². Im Jahr 1647 stürzte der mittlere, aus Stein errichtete Donjon ein und verursachte große Schäden am Bauwerk; da man jedoch den Nutzen der halle für das wirtschaftliche und soziale Leben der Stadt auch im 17. Jahrhundert noch wertschätzte, wurde alles wieder ausgebessert. Der Bau ist seit dem Jahr 1930 als Monument historique anerkannt.[2]
- Der Ort hat noch einige Fachwerkhäuser (maisons à colombages). Teile zweier repräsentativer Steinhäuser aus dem 18. Jahrhundert wurden ebenfalls als Monuments historiques eingestuft.[3][4]

Umgebung
- Eine im 17. Jahrhundert erbaute und zu einem Gutshof gehörende Scheune (Ferme d’Endivalot) befindet sich etwa 1,5 km südlich des Ortes (43° 52′ 3″ N, 0° 58′ 58″ O); sie wurde im Jahr 1836 durch seitliche Anbauten ergänzt. Die Scheune ist seit dem Jahr 2008 als Monument historique anerkannt.[5]

## Persönlichkeiten
- Pierre de Fermat (1607–1665), Jurist, Mathematiker und Humanist
- Angel-Eugène Razoua (1830–1879), Journalist, Revolutionär, (kurzzeitig) Abgeordneter